# Euroregion
Euroregion – jednostka na obszarze dwóch lub więcej państw, forma współpracy pomiędzy regionami państw członkowskich Unii Europejskiej, państw kandydujących oraz regionami ich sąsiadów. W tworzeniu euroregionu uczestniczą przedstawiciele lokalnych i regionalnych władz samorządowych, a niekiedy także inni posłowie społeczni i ekonomiczni regionów przygranicznych.
Działalność transgraniczną i euroregionalną regulują konwencje odpowiednich struktur międzynarodowych – Rady Europy i UE:
- Europejska Konwencja Ramowa o Współpracy Transgranicznej między Wspólnotami i Władzami Terytorialnymi (tzw. Konwencja Madrycka z 21 maja 1980),
- Europejska Karta Samorządu Lokalnego,
- Europejska Karta Samorządu Regionalnego,
- Europejska Karta Regionów Granicznych i Transgranicznych.

## Cele, które powinny spełniać Euroregiony
- zmiany charakteru granic i przezwyciężenia krępujących uregulowań państwowych dotyczących nieprzenikalności granic
- umacnianie warunków gospodarczych i społeczno-kulturowych
- czynienie ze zdecentralizowanych regionów siły napędowej współpracy ponadgranicznej
- ułatwienie realizacji europejskiej polityki zagospodarowania przestrzennego
- usuwanie przeszkód i nierówności ekonomicznych i infrastrukturalnych
- określanie metod rozwiązywania problemów, przejawów niedorozwoju i uciążliwości charakterystycznych dla obszarów peryferyjnych
- formułowanie zasad budowy podstaw wzajemnego zaufania i współpracy między instytucjami europejskimi oraz ich efektywności
- budowanie i utrwalanie wzajemnych więzi

## Lista euroregionów
Poniższa tabela przedstawia alfabetyczną listę euroregionów. Obok polskich i oryginalnych nazw podane są skróty nazw państw uczestniczących w poszczególnych projektach transgranicznych, rok założenia oraz odnośniki do oficjalnych stron internetowych danego euroregionu.
| Polska nazwa Nazwy w lokalnych językach                                                                                              | Uczestniczące kraje        | Rok założenia | www |
| --- | -------------------------- | ------------- | --- |
| BENEGO | BE, NL                     | ?             |     |
| Euroregion ARKO (Arvika/Konsvinger)                                                                                                  | NO, SE                     | 1978          |     |
| Euroregion Bałtyk Euroregion Baltija                                                                                                 | DK, LT, PL, RU, SE         | 1998          |     |
| Euroregion Basilensis | FRA, SUI, DE               | 1963          |     |
| Euroregion Belasica | BG, GR, MK                 | 2003          |     |
| Euroregion Benelux-Middengebied | BE, NL                     | 1984          |     |
| Euroregion Beskidy Euroregion Beskydy                                                                                                | CZ, PL, SK                 | 2000          |     |
| Euroregion Białe Karpaty Euroregion Bílé Karpaty Euroregión Biele Karpaty                                                            | CZ, SK                     | 2000          |     |
| Euroregion Bornholm i Południowo-Zachodnia Skania                                                                                    | DK, SE                     | 1980          |     |
| Euroregion Bug Трансграничное Объединение Еворегион Буг (ЕРБ)                                                                        | BY, PL, UA                 | 1995          |     |
| Euroregion Dunaj 21 | BG, RO                     | 1992          |     |
| Euroregion Dunaj-Kris-Marusza-Cisa Dunare-Cris-Mures-Tisa euroregion Euroregion DUNARE-MURES-TISA                                    | HU, RO, CS                 | 1997          |     |
| Euroregion East Sussex/Seine-Maritime/Somme Rives-Manche Region                                                                      | FR, UK                     | ?             |     |
| Euroregion Egrensis EuroRegio Egrensis                                                                                               | CZ, DE                     | ?             |     |
| Euroregion Elbe/Labe | CZ, DE                     | 1992          |     |
| Euroregion Ems-Dollart Ems-Dollart Region Eems-Dollard Regio                                                                         | DE, NL                     | 1977          |     |
| EUREGIO Euregion Gronau | DE, NL                     | 1958          |     |
| Euroregion Glacensis Euroregion Pomezí Čech, Moravy a Kladska                                                                        | CZ, PL                     | 1996          |     |
| Euroregion Helsinki-Tallinn | FI, EE                     | 1999          |     |
| Euroregion Inn-Salzach Inn-Salzach Euregio                                                                                           | AT, DE                     | 1994          |     |
| Euroregion Inntal | AT, DE                     | 1998          |     |
| Euroregion Insubrica Regio Insubrica                                                                                                 | CH, IT                     | 1995          |     |
| Euroregion Karelia | FI, RU                     | 2000          |     |
| Euroregion Karpacki Karpacki Euroregion Karpatský euroregión                                                                         | HU, PL, RO, SK, UA         | 1993          |     |
| Euroregion kanału La Manche Kent & Nord Pas-de-Calais/Belgia Region Transmanche                                                      | BE, FR, UK                 | ?             |     |
| Euroregion Langwedocja-Roussillon/Midi-Pyrénées/Katalonia Languedoc-Roussillon/Midi-Pyrénées/Comunidad Autónoma de Catalunya         | ES, FR                     | 1998          |     |
| Euroregion Las Bawarski-Las Czeski/Szumawa EuRegio Bayerischer Wald-Böhmerwald/Sumava Euroregion Šumava-Bavorský les                 | AT, CZ, DE                 | ?             |     |
| Euroregion Mesta-Nestos | BG, GR                     | 1997          |     |
| Euroregion Moza-Ren Euregio Maas-Rhein Euregio Maas-Rijn Eurégion Meuse-Rhin                                                         | BE, DE, NL                 | 1976          |     |
| Euroregion Neisse-Nisa-Nysa | CZ, DE, PL                 | 1991          |     |
| Euroregion Niemen Euroregion Nemunas                                                                                                 | BY, LT, PL, RU             | 1997          |     |
| Euroregion Østfold-Bahusia/Dalia Østfold-Bohuslän/Dalsland Border Committee                                                          | SV, NO                     | 1980          |     |
| Euroregion Pomerania EURegio Pomerania                                                                                               | DE, DK (suggested), PL, SE | 1995          |     |
| Euroregion Pomoraví-Záhorie-Weinviertel                                                                                              | AT, CZ, SK                 | 1999          |     |
| Euroregion Pradziad Euroregion Praděd                                                                                                | CZ, PL                     | 1997          |     |
| Euroregion Pro Europa Viadrina | DE, PL                     | 1993          |     |
| Euroregion Puszcza Białowieska | BY, PL                     | 2002          |     |
| Euroregion Raetia Nova Nova Raetia                                                                                                   | AT, CH                     | ?             |     |
| Euroregion Ren-Moza-Północ Euregio Rhein-Maas-Nord Euregio Rijn-Maas-Noord                                                           | DE, NL                     | 1978          |     |
| Euroregion Ren-Waal Euregio Rhein-Waal Euregio Rijn-Waal                                                                             | DE, NL                     | 1973          |     |
| Euroregion Rudawy Euroregion Krušnohoří Euroregion Erzgebirge                                                                        | CZ, DE                     | 1992          |     |
| Euroregion Saar-Lor-Lux-Rhin | DE, FR, LU                 | 1995          |     |
| Euroregion Salzburg-Berchtesgadener Land-Traunstein                                                                                  | AT, DE                     | 1993          |     |
| Euroregion Silesia | CZ, PL                     | 1998          |     |
| Euroregion Silva Nortica Euroregion Silva Nortica / Jihočeská Silva Nortica                                                          | AT, CZ                     | 2002          |     |
| Euroregion Sprewa-Nysa-Bóbr | DE, PL                     | 1992          |     |
| Euroregion Szeszupa | LT, RU, SE                 | 2003          |     |
| Euroregion Śląsk Cieszyński Euroregion Tešínské Slezsko                                                                              | CZ, PL                     | 1998          |     |
| Euroregion Tatry Euroregión Tatry | PL, SK                     | 1994          |     |
| Euroregion TriRhena Regio TriRhena                                                                                                   | CH, DE, FR                 | 1995          |     |
| Euroregion Tyrol-Tyrol Południowy Trydent Europaregion Tirol-Südtirol/Alto Adige-Trentino Euregio Tirol-Südtirol/Alto Adige-Trentino | AT, IT                     | 1998          |     |
| Euroregion Ujści Skaldy Scheldemond euroregion Conseil de l’Estuaire de l’Escaut                                                     | BE, FR, NL                 | 1989          |     |
| Euroregion Via Salina Ausserfern and Kleinwalsertal/Bregenzerwald Euregio                                                            | AT, DE                     | 1997          |     |
| Euroregion Zachodnia Panonia | AT, HU                     | 1998          |     |
| Euroregion Zugspitze-Wetterstein-Karwende                                                                                            | AT, DE                     | 1998          |     |
| Komitet Środkowo-Północny Mittnordenkommittén                                                                                        | FI, NO, SE                 | 1977          |     |
| Komitet Wysp | FI, SE                     | 1978          |     |
| Międzynarodowa Konferencja Jeziora Bodeńskiego Internationale Bodenseekonferenz                                                      | AT, CH, DE                 | 1997          |     |
| Rada Doliny Tornio The Tornedalen Council Tornedalsrådet Tornionlaakson Neuvosto                                                     | FI, SE                     | 1987          |     |
| Rada Kvarken Interreg Kvarken-MittSkandia Interreg Kvarken–MidtSkandia Interreg Merenkurkku-MittSkandia                              | FI, NO, SE                 | 1972          |     |
| Rada Morza Barentsa Barentsrådet | FI, NO, RU, SE             | 1993          |     |
| Rada Północnego Kalotte Nordkalottrådet Pohjoiskalotin neuvosto                                                                      | FI, NO, SE                 | 1971          |     |

### Euroregiony w granicach Polski
W granicach Polski znajduje się 16 euroregionów; są to (w nawiasie rok powstania oraz uczestniczące państwa):
- Euroregion Nysa (1991, Polska/Niemcy/Czechy),
- Euroregion Karpacki (1993, Polska/Słowacja/Ukraina/Węgry/Rumunia),
- Euroregion Sprewa-Nysa-Bóbr (1993, Polska/Niemcy),
- Euroregion Pro Europa Viadrina (1993, Polska/Niemcy),
- Euroregion Tatry (1994, Polska/Słowacja),
- Euroregion Bug (1995, Polska/Ukraina/Białoruś),
- Euroregion Pomerania (1995, Polska/Niemcy/Szwecja),
- Euroregion Glacensis (1996, Polska/Czechy),
- Euroregion Niemen (1997, Polska/Litwa/Białoruś),
- Euroregion Pradziad (1997, Polska/Czechy),
- Euroregion Bałtyk (1998, Polska/Rosja/Litwa/Szwecja/Dania/Łotwa)
- Euroregion Śląsk Cieszyński (1998, Polska/Czechy),
- Euroregion Silesia (1998, Polska/Czechy),
- Euroregion Beskidy (2000, Polska/Czechy/Słowacja),
- Euroregion Puszcza Białowieska (2002, Polska/Białoruś),
- Euroregion Łyna-Ława (2003, Polska/Rosja).

W 2001 roku zawiązał się Euroregion Dobrawa (Polska/Czechy), konkurencyjny dla euroregionu Glacensis. W praktyce nie podjął działania i został formalnie zlikwidowany w 2004 roku.